# Имбирный эль
Имбирный эль (англ. ginger ale) — сладкий сильногазированный безалкогольный напиток со вкусом имбиря. Существует два основных вида имбирного эля. Золотой вид, созданный ирландским врачом Томасом Джозефом Кантреллом, и сухой вид, созданный канадцем Джоном Маклафлином, более светлый напиток с гораздо более мягким имбирным вкусом.

## История
Первый имбирный эль изготовил в Белфасте, Ирландия, в 1850-х годах Томас Джозеф Кантрелл, ирландский аптекарь и хирург. Это был старинный вариант имбирного эля, производившийся путём брожения, он имел темный цвет и в целом сладковатый вкус, с сильным ароматом имбиря. Кантрелл продавал эль через местного производителя напитков Grattan and Company, который наносил на свои бутылки рельефный слоган «Оригинальные производители имбирного эля». Имбирный эль прозрачен, в отличие от имбирного пива, напитка с более резким вкусом, которое часто бывает мутным из-за остатков пивоварения.
Сухой имбирный эль был создан канадцем Джоном Дж. Маклафлином, химиком и фармацевтом. Основав в 1890 году завод по розливу газированной воды, Маклафлин в 1904 году начал разрабатывать вкусовые экстракты для растворения в воде. В том же году он представил «Бледный сухой имбирный эль», шипучий напиток, который в 1907 году был запатентован как «Канадский сухой имбирный эль». Сухой вариант эля стал популярным в Соединенных Штатах в эпоху сухого закона, когда его использовали в качестве ингредиента для алкогольных напитков.